# Toužim
Toužim (niem. Theusing) − miasto w Czechach, w kraju karlowarskim. Według danych z 31 grudnia 2007 powierzchnia miasta wynosiła 9 853 ha, a liczba jego mieszkańców 3 827 osób.

## Demografia
| Rok             | 1970  | 1980  | 1991  | 2001  | 2003  |
| --------------- | ----- | ----- | ----- | ----- | ----- |
| Liczba ludności | 3 594 | 3 949 | 3 864 | 3 798 | 3 732 |

Źródło: Czeski Urząd Statystyczny